# Клермон-Пуигийес
Клермо́н-Пуигийе́с (фр. Clermont-Pouyguillès) — коммуна во Франции, находится в регионе Юг — Пиренеи. Департамент — Жер. Входит в состав кантона Миранд. Округ коммуны — Миранд.
Код INSEE коммуны — 32104.

## География
Коммуна расположена приблизительно в 620 км к югу от Парижа, в 80 км западнее Тулузы, в 21 км к югу от Оша.
На северо-востоке коммуны протекает река Седон.

## Климат
Климат умеренно-океанический. Лето жаркое и немного дождливое, температура часто превышает 35 °С. Зимой часто бывает отрицательная температура и ночные заморозки. Годовое количество осадков — 700—900 мм.

## Население
Население коммуны на 2010 год составляло 165 человек.
| 1962 | 1968 | 1975 | 1982 | 1990 | 1999 | 2010 |
| ---- | ---- | ---- | ---- | ---- | ---- | ---- |
| 183  | 165  | 144  | 153  | 158  | 158  | 165  |

## Администрация
| Период | Период | Фамилия       | Партия | Примечания |
| ------ | ------ | ------------- | ------ | ---------- |
| 2001   | 2008   | Мишель Пирес  |        |            |
| 2008   | 2014   | Венсан Серес  |        |            |
| 2014   | 2020   | Франсис Дюпуэ |        |            |

## Экономика
В 2010 году среди 100 человек трудоспособного возраста (15-64 лет) 75 были экономически активными, 25 — неактивными (показатель активности — 75,0 %, в 1999 году было 70,2 %). Из 75 активных жителей работали 74 человека (43 мужчины и 31 женщина), безработной была 1 женщина. Среди 25 неактивных 7 человек были учениками или студентами, 15 — пенсионерами, 3 были неактивными по другим причинам.

## Фотогалерея

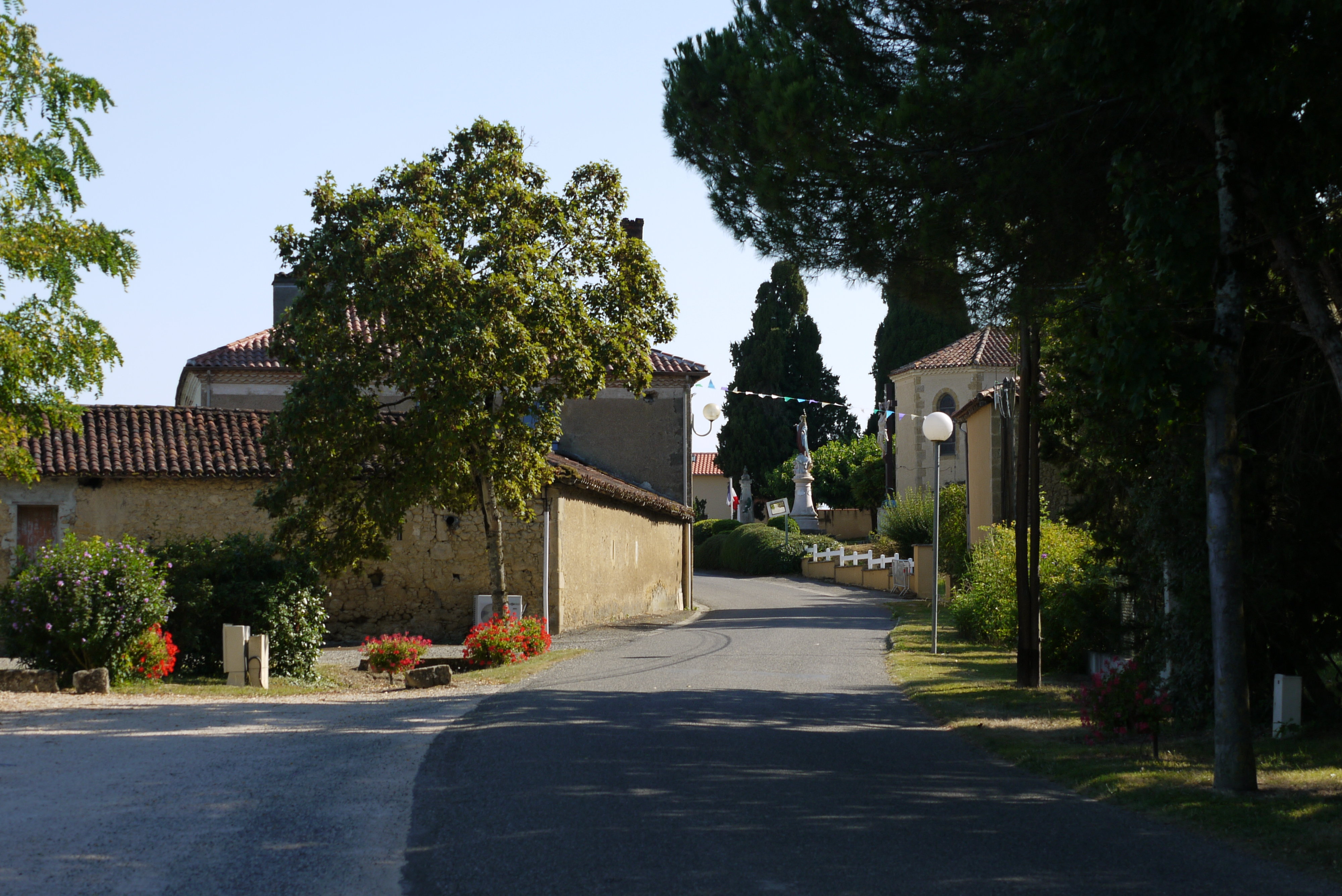
Клермон-Пуигийес
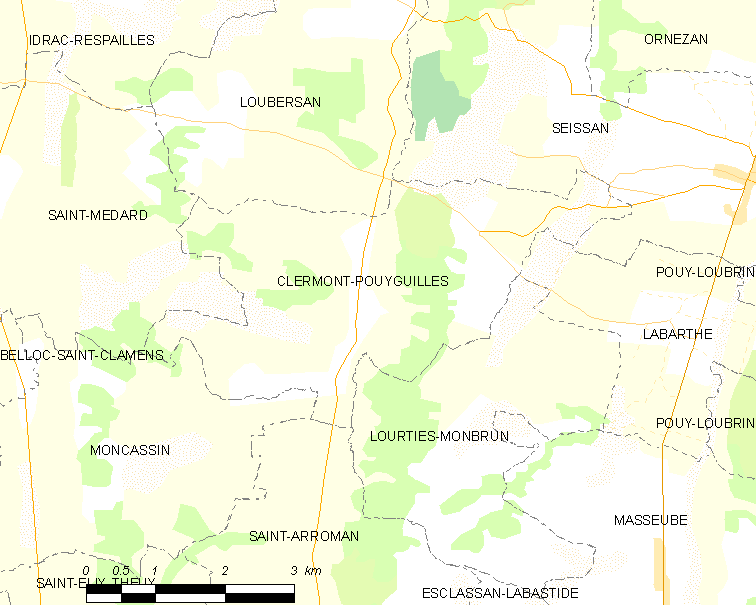
Карта коммуны